# یکاترینا گامووا
یکاترینا الکساندروونا گامووا یا اکاترینا گامووا (به انگلیسی: Yekaterina Aleksandrovna Gamova) (به روسی: Екатерина Александровна Гамова) (زاده ۱۷ اکتبر ۱۹۸۰) بازیکن والیبال اهل روسیه، عضو تیم ملی والیبال روسیه و باشگاه دینامو کازان است. او تا به حال چهار بار در بازی های المپیک حضور داشت. گامووا به همراه تیم ملی روسیه مدال طلا قهرمانی جهان سال های ۲۰۰۶ و ۲۰۱۰ را به دست آورد. گامووا در المپیک آتن ۲۰۰۴ ستاره روسیه بود و در نهایت مدال نقره را به همراه روسیه به دست آورد و به عنوان بهترین مدافع میانی و امتیازآورترین بازیکن المپیک ۲۰۰۴ انتخاب شد. او در بازی های المپیک سیدنی ۲۰۰۰ هم عضو تیم ملی روسیه بود. گامووا ۲٬۰۲ سانتی متر قد دارد و یکی از بلندترین زن ورزشکار در جهان است.
الکساندروونا در رده باشگاهی نیز با اورالچکا یکاترینبورگ در سال های ۱۹۸۹، ۱۹۹۹، ۲۰۰۰، ۲۰۰۱ و ۲۰۰۲ قهرمان لیگ روسیه شد و بعد با دینامو مسکو در سال های ۲۰۰۵، ۲۰۰۷ و ۲۰۰۹ عاوین قهرمانی لیگ روسیه را تکرار کرد و به ترکیه رفت. او با فنرباغچه یک دوره قهرمان لیگ برتر و سوپر جام ترکیه در سال ۲۰۱۰ شد. دینامو مسکو مقصد بعدی گامووا بود. او با بازگشت به کشور خود موفق به کسب مدال نقره لیگ قهرمانان اروپا ۲۰۱۳ و مدال طلا قهرمانی باشگاه های جهان ۲۰۱۴ شد و به عنوان بهترین پشت خط زن و باارزشترین بازیکن جام باشگاه های جهان انتخاب شد.

## ازدواج
او پس از بازی های المپیک در لندن در تاریخ ۱۷ اوت ۲۰۱۲، با تولید کننده و فیلمبردار روسی ازدواج کرد.